# Lejlja Adžametova
Léjlja Il’jásivna Adžamétova (in ucraino Лейля Ільясівна Аджаметова?; in russo Ле́йля Илья́совна Аджаме́това?, Léjlja Il’jásovna Adžamétova; Uzbekistan, 3 settembre 1994) è un'ex atleta paralimpica ucraina di origine uzbeka, specializzata nell'atletica leggera. 
Ha vinto la medaglia d'oro ai Giochi paralimpici di Rio de Janeiro, 6 medaglie (di cui 5 d'oro) ai campionati del mondo di atletica leggera paralimpica e 5 medaglie ai campionati europei di atletica leggera paralimpica.

## Palmarès
| Anno | Manifestazione       | Sede           | Evento          | Risultato | Prestazione | Note                          |
| ---- | -------------------- | -------------- | --------------- | --------- | ----------- | ----------------------------- |
| 2016 | Giochi Paralimpici   | Rio de Janeiro | 100 m piani T13 | Oro       | 11"79       | [ 1 ]                         |
| 2016 | Giochi Paralimpici   | Rio de Janeiro | 400 m piani T13 | Bronzo    | 56"60       | [ 2 ]                         |
| 2017 | Mondiali paralimpici | Londra         | 100 m piani T13 | Oro       | 12"00       | Record dei campionati         |
| 2017 | Mondiali paralimpici | Londra         | 200 m piani T13 | Oro       | 24"63       | Record europeo                |
| 2017 | Mondiali paralimpici | Londra         | 400 m piani T13 | Oro       | 56"58       | Miglior prestazione personale |
| 2018 | Europei paralimpici  | Berlino        | 100 m piani T13 | Oro       | 11"93       | Record dei campionati         |
| 2018 | Europei paralimpici  | Berlino        | 200 m piani T13 | Oro       | 24"78       | Record dei campionati         |
| 2018 | Europei paralimpici  | Berlino        | 400 m piani T13 | Argento   | 57"30       |                               |
| 2019 | Mondiali paralimpici | Dubai          | 100 m piani T13 | Oro       | 12"19       |                               |
| 2019 | Mondiali paralimpici | Dubai          | 200 m piani T13 | Oro       | 24"35       |                               |
| 2019 | Mondiali paralimpici | Dubai          | 400 m piani T13 | Bronzo    | 57"55       |                               |
| 2021 | Europei paralimpici  | Bydgoszcz      | 100 m piani T13 | Argento   | 12"24       |                               |
| 2021 | Europei paralimpici  | Bydgoszcz      | 400 m piani T13 | Argento   | 56"92       |                               |
| 2021 | Giochi paralimpici   | Tokyo          | 100 m piani T13 | 6ª        | 12"37       | [ 3 ]                         |
| 2021 | Giochi paralimpici   | Tokyo          | 400 m piani T13 | Batteria  | DNS         | [ 4 ]                         |